# Chirosia grandivillosa
Chirosia grandivillosa este o specie de muște din genul Chirosia, familia Anthomyiidae. A fost descrisă pentru prima dată de Huckett în anul 1924.
Este endemică în New York. Conform Catalogue of Life specia Chirosia grandivillosa nu are subspecii cunoscute.